# Alessio Foconi
Alessio Foconi (* 22. November 1989 in Rom) ist ein italienischer Florettfechter.

## Erfolge
Alessio Foconi gewann bei den Europaspielen 2015 in Baku mit der Mannschaft die Silbermedaille. In der Einzelkonkurrenz erreichte er ebenfalls das Finale, in dem er Timur Arslanow besiegte und damit die Goldmedaille gewann. Bei den Weltmeisterschaften 2017 in Leipzig gewann er im Mannschaftswettbewerb den Titel, zudem sicherte er sich im Mannschaftswettbewerb der Europameisterschaften in Tiflis Bronze. Im Jahr darauf folgte mit der Mannschaft bei den Europameisterschaften der Gewinn der Silbermedaille in Novi Sad. Darüber hinaus wurde er in Wuxi sowohl in der Einzel- als auch in der Mannschaftskonkurrenz Weltmeister. 2019 erfocht er sich in Düsseldorf im Einzel erstmals den Europameistertitel, während er mit der Mannschaft Bronze gewann. Bei der Weltmeisterschaft in Budapest gewann er mit der Equipe ebenfalls Bronze. 2022 sicherte er sich in Antalya bei den Europameisterschaften mit der Mannschaft ebenso den Titelgewinn wie auch bei den Weltmeisterschaften in Kairo. 2013 und 2017 wurde er italienischer Meister. Bei den Olympischen Spielen 2024 in Paris wurde Foconi lediglich für den Mannschaftswettbewerb nominiert. Dort erreichte er gemeinsam mit Guillaume Bianchi, Tommaso Marini und Filippo Macchi das Finale, nachdem in der ersten Runde Polen mit 45:39 und im anschließenden Halbfinale die Vereinigten Staaten mit 45:38 bezwungen wurden. Dort trafen die Italiener auf die Équipe Japans, die sich mit 45:36 gegen Italien durchsetzen konnte. Damit gewann Foconi die Silbermedaille.
Er ist Angehöriger der italienischen Luftwaffe und ficht für das Centro Sportivo Aeronautica Militare.